# Andorijanci
Andorijanci (engl. Andorians) su humanoidna rasa iz univerzuma Zvezdanih staza porijeklom sa satelita Andorija, centra Andorijanskog carstva. Sposobni su za interstelarna putovanja i rasa su osnivač Ujedinjene Federacije Planeta. Veoma se razlikuju od ljudi, izrazito su plave boje sa dvije antene na glavi koje služe za ravnotežu i postoji posebna podrasa Aenara koje je slijepa i telepatična. Izuzetno su otporni na vremenske prilike zbog bržeg metabolizma. Ratnička su rasa i najveća im je čast služiti Imeprijalnoj gardi. Međutim,smatraju sebe za izuzetno emocionalnu i strastvenu rasu.

## Spoljašnje veze
http://memory-alpha.org/wiki/Andorian(језик:+енглески) Архивирано на веб-сајту  (29. јул 2011)